# Madona Dourada de Essen
A Madona Dourada de Essen (em alemão: Goldene Madonna) é uma escultura em madeira revestida de folhas de ouro, representando a Virgem Maria com o Menino Jesus, ou Madona. Datada por volta do ano 980, é considerada a mais antiga escultura tridimensional preservada da Virgem Maria no Ocidente medieval e um dos principais exemplos da arte otoniana. Atualmente, integra o tesouro da Catedral de Essen, na Alemanha, onde permanece como objeto de veneração e símbolo identitário da região do Ruhr.

## História e origem
A Madona Dourada de Essen foi criada no final do século X, durante a chamada renovatio ottoniana, período em que o Império Sacro Romano Germânico consolidava uma estética sacral com fortes vínculos bizantinos e carolíngios. Sua datação mais aceita gira em torno do ano 980, o que a torna a mais antiga escultura em madeira de Maria com o Menino Jesus conservada no Ocidente europeu em formato tridimensional completo.
A escultura é frequentemente associada à liderança da abadessa Matilde de Essen (ca. 949–1011), neta de Otão I e figura de grande prestígio na corte imperial. Durante seu governo, o convento de Essen tornou-se um dos principais centros artísticos do Império Otoniano, com uma produção notável de manuscritos, ourivesaria sacra e esculturas litúrgicas. É plausível, portanto, que a Madona tenha sido encomendada diretamente por Matilde como símbolo da soberania espiritual da abadia.
A autoria da obra permanece anônima, mas análises estilísticas e materiais sugerem forte afinidade com os ateliês de Colônia (Alemanha), Hildesheim e Trier, todos eles associados à corte otoniana e com vínculos com Bizâncio. A escultura era inicialmente destinada ao uso litúrgico e processional e integrava o chamado Essener Domschatz (Tesouro da Catedral de Essen), conjunto de objetos sacros que também inclui cruzes de pedras preciosas, relicários e livros iluminados.
Seu primeiro registro documental data apenas do século XIV, embora se tenha ampla certeza de sua presença contínua em Essen desde pelo menos o século XI. Durante a Idade Média, a estátua era ricamente paramentada e usada em festas marianas e procissões solenes, como a da Candelária (Praesentatio Domini), reforçando o papel de Maria como Theotokos (Mãe de Deus) e Regina Coeli (Rainha dos Céus).

## Descrição
A escultura mede aproximadamente 74 cm de altura, sendo composta por um núcleo em madeira maciça (provavelmente tília ou álamo), recoberto por finíssimas folhas de ouro aplicadas por meio da técnica de douração a quente (Feuervergoldung). Maria está representada sentada em trono, voltada frontalmente ao espectador, com o Menino Jesus em seu colo esquerdo, ambos com semblantes hieráticos e estáticos, típicos da arte otoniana. O trono é apenas sugerido pelas dobras das vestes, não tendo estrutura visível autônoma.
A Virgem ostenta uma coroa, que é considerada a mais antiga coroa realizada para uma estátua mariana, enfeitada com pedras semipreciosas e pérolas. Sua túnica e manto, originalmente policromados, foram posteriormente recobertos por douração contínua. A superfície dourada não apenas conferia valor simbólico e material, mas também sugeria a incorruptibilidade do corpo sagrado de Maria, em consonância com a Teologia da Assunção de Maria.
O Menino segura um pequeno objeto — interpretado como um livro, símbolo do Logos — e dirige seu olhar em direção ao horizonte, num gesto de autoridade que remete à iconografia do Pantocrator bizantino. Esse cruzamento iconográfico indica uma clara transmissão de modelos do Oriente cristão para o Ocidente germânico.
A rigidez formal da composição, a verticalidade acentuada e a ausência de naturalismo visam destacar a função cultual e litúrgica da imagem, mais do que retratar uma cena narrativa ou doméstica. A escultura expressa, portanto, um programa visual e teológico, no qual Maria é mediadora entre os fiéis e Cristo, trono da sabedoria (Sedes Sapientiae), rainha celeste e mãe compassiva.

## Iconografia e simbolismo
A Madona Dourada de Essen condensa, em sua estrutura formal e ornamentação, uma sofisticada iconografia mariana concebida para evocar múltiplos níveis simbólicos e teológicos. Sua representação frontal, com a Virgem em trono e o Menino entronizado no colo esquerdo, é uma síntese de duas tradições visuais fundamentais: a Theotokos (em particular, o tipo Kyriotissa bizantino) e a Sedes Sapientiae do Ocidente latino.
A frontalidade hierática da escultura e a simetria entre as figuras reforçam a concepção de Maria como trono da Sabedoria divina, sustentando não apenas fisicamente, mas também espiritualmente, o Verbo encarnado. O Cristo-Menino, por sua vez, não apresenta os traços típicos da infância, mas uma fisionomia adulta miniaturizada — sinal de sua condição eterna e divina, em consonância com a cristologia ortodoxa formulada no Concílio de Calcedónia (451 d.C.).
A aplicação de folhas de ouro sobre toda a escultura tem implicações teológicas profundas. O ouro, além de símbolo de realeza e incorruptibilidade, cria uma superfície luminosa que remete à glória celeste, à natureza divina e à ideia de transfiguração escatológica. A Virgem aparece, assim, como figura transcendida, já glorificada, em linha com os ensinamentos da Assunção de Maria que circulavam no imaginário teológico carolíngio e otoniano, mesmo antes da dogmatização formal no século XIX.
O uso da coroa sobre a cabeça da Virgem também merece destaque: trata-se da mais antiga representação conhecida da Maria Regina, estabelecendo um paradigma visual que se repetirá amplamente na arte mariana dos séculos seguintes. Essa coroa implica uma realeza espiritual que transcende os poderes terrenos, legitimando simultaneamente o poder da abadessa e o estatuto imperial do convento de Essen. 
Por fim, o objeto que o Menino segura — possivelmente um pequeno códice — insere a escultura na tradição iconográfica do Verbo encarnado como Sabedoria divina (Logos), sugerindo a missão doutrinal e salvífica de Cristo.

## Conservação e história recente
A Madona Dourada de Essen foi preservada ao longo de mais de mil anos graças ao seu lugar privilegiado dentro do Essener Domschatz (Tesouro da Catedral de Essen), cujo status como tesouro imperial eclesiástico lhe conferiu proteção especial, inclusive durante os períodos de guerra e iconoclasia.
Durante a Guerra dos Trinta Anos (1618–1648), o convento de Essen sofreu saques e ocupações, mas a escultura permaneceu intacta, possivelmente escondida em cofres litúrgicos ou transferida temporariamente para locais seguros. No século XIX, durante a secularização napoleônica dos bens eclesiásticos, a Madona foi preservada pela comunidade católica local, que reconhecia seu valor espiritual e histórico.
Já no século XX, durante a Segunda Guerra Mundial, a peça foi evacuada junto com outros tesouros artísticos e mantida em abrigos antiaéreos ou em mosteiros da região da Renânia. Após o fim do conflito, retornou a Essen, sendo então submetida a análises técnicas e restauros pontuais. Exames [[Dendrocronologia|dendrocronológicos realizados nas décadas de 1970 e 1980 confirmaram a datação da madeira como pertencente ao final do século X.
Hoje, a Madona Dourada ocupa lugar de destaque no interior da Catedral de Essen, abrigada em uma capela lateral com controle climático. Apesar das perdas de policromia e da fragilidade de sua estrutura interna, o estado de conservação é considerado excelente, em grande parte devido à sua precoce valorização patrimonial.
Desde 1959, o conjunto do Domschatz está sob a guarda da fundação Domschatzkammer Essen, que promove sua exibição museológica com apoio de curadores, restauradores e historiadores da arte. Exposições recentes — como a mostra "Gold und Glaube" (2008) — contribuíram para a valorização da peça em contextos internacionais, destacando-a como um ícone da escultura cristã medieval germânica.

## Função litúrgica e uso cultual
Desde sua concepção no final do século X, a Madona Dourada de Essen foi integrada à vida litúrgica e devocional da comunidade monástica feminina que a encomendou — o Frauenstift Essen, uma fundação de cânones seculares composta exclusivamente por mulheres da alta nobreza, cujas abadessas exerciam prerrogativas quase episcopais. A estátua não era meramente decorativa, mas um objeto de veneração ativa, incorporado à performatividade dos rituais religiosos e à economia simbólica do espaço sacro.
Embora documentos específicos sobre seu uso inicial sejam escassos, evidências contextuais e paralelos iconográficos sugerem que a escultura servia como figura central em festas marianas solenes — especialmente a Assunção, a Anunciação e o Natal —, quando provavelmente era colocada no altar-mor do convento, ou transportada em procissões internas. Segundo Sybille Meier-Staubach, sua função visual e teológica consistia em reforçar a presença tutelar da Virgem sobre a comunidade religiosa, funcionando como um espelho e um modelo para as freiras que ali viviam, muitas das quais possuíam votos de castidade e dedicação à oração contemplativa.
Além disso, a escultura exercia papel de intercessora e mediadora espiritual. A coroa de Maria e a atitude entronizada com o Cristo-Menino são atributos que a aproximam da Maria Advocata, ou seja, aquela que intercede pelo povo de Deus junto a seu Filho, o Redentor. Nesse contexto, a imagem recebia oferendas, flores, velas e orações, e era também associada à proteção do mosteiro contra doenças, guerras e desordens políticas. Relatos tardios indicam que as abadessas depositavam diante da Madona as chaves do convento ao assumir o cargo, num gesto de consagração institucional.
Com a transição do convento para colegiada e, posteriormente, à formação da diocese moderna de Essen (século XX), a função cultual da escultura passou a integrar a identidade espiritual mais ampla da cidade e da diocese. Ela passou a ser invocada como padroeira da região do Ruhr, especialmente após os traumas da Segunda Guerra Mundial, e foi objeto de celebrações litúrgicas especiais durante o jubileu do ano 2000 e da visita papal de Bento XVI em 2005.
A vitalidade da devoção contemporânea à Madona Dourada demonstra a continuidade de sua função como imagem de mediação: entre o humano e o divino, o tempo histórico e a eternidade, o culto individual e a liturgia coletiva. Como observa Peter Cornelius Claussen:

“A Madonna de Essen não é apenas uma obra de arte; é um lugar de presença. Sua forma consagrada estabelece um elo entre a imagem e o invisível, entre o gesto ritual e o mistério da Encarnação.”

Dessa forma, a escultura transcende os limites históricos e materiais de sua criação para permanecer, ainda hoje, um eixo simbólico fundamental da espiritualidade mariana germânica.